# Daniel Sormanni
Daniel Sormanni, né le 15 avril 1950 (originaire de Genève), est une personnalité politique suisse, membre du Parti socialiste puis du Mouvement citoyens genevois à partir de 2011.
Il est député du canton de Genève au Conseil national depuis décembre 2023.

## Biographie
Daniel Sormanni naît le 15 avril 1950. Il est originaire de Genève. Son père est ouvrier. 
Il grandit dans le quartier de la Servette à Genève.
Après un apprentissage de mécanicien automobile, il travaille dans plusieurs garages pendant 20 ans, tout en suivant des cours jusqu'à obtenir un diplôme universitaire en administration publique. Il entre alors dans l'administration publique où il travaille pendant 30 ans, notamment comme inspecteur de la police des constructions puis comme inspecteur à la police du feu,. Il aide sa compagne dans son magasin de fleurs depuis 2007, en y tenant la comptabilité.
Il est divorcé et père de deux enfants.

## Parcours politique
Daniel Sormanni se syndique lors de son apprentissage et devient plus tard président de la section genevoise du syndicat. Il adhère au Parti socialiste genevois à l'âge de 25 ans, où il crée le Groupe des travailleurs socialistes. Il se brouille avec son parti en 2003, à la suite de reproches d'opacité dans sa fonction de président de la fondation pour le développement des emplois et du tissu économique en ville de Genève, dont il est l'initiateur et le premier président,. Il accuse à cet égard son ancien parti « d'avoir abandonné la classe ouvrière » et d'avoir « perdu ses vraies valeurs » syndicales de défense des travailleurs et des ouvriers. Il adhère au Mouvement citoyens genevois (MCG) en 2011.
Il siège au Grand Conseil du canton de Genève depuis le 7 novembre 2013. Il est également membre du Conseil municipal (législatif) de la ville de Genève de 1979 à 2003 et depuis 2011, où il est chef du groupe MCG. En tant que député au Grand Conseil, il est à l'origine de l'affaire Fischer, en demandant accès aux courriels de l'ancienne conseillère d'État.
Il est candidat, sans succès, au Conseil administratif (exécutif) de la ville de Genève en 2015 et 2020, au Conseil d'État en 2018 et au Conseil national en 2019.
Il accède au Conseil national à la fin 2023, grâce à l'élection de Mauro Poggia au Conseil des États. Il siège au sein de la Commission des affaires juridiques (CAJ).

## Positionnement politique
Daniel Sormanni représente l'aile sociale du MCG, tout en suivant fidèlement la ligne du parti au sujet des frontaliers.
Il dénonce pénalement en août 2023 l'ancienne conseillère d'État Verte Fabienne Fischer pour « gestion déloyale des intérêts publics », ce qui déclenche l'« affaire Fischer »,,,. Il dépose un mois plus tard au Grand Conseil du canton de Genève un projet de loi visant à ce que les journalistes puissent accéder gratuitement aux documents de l'administration.